# Campeonato Mundial de Atletismo Sub-20 de 2016 - Salto triplo masculino
A prova do salto triplo masculino do Campeonato Mundial de Atletismo Sub-20 de 2016 ocorreu entre os dias 20 e 21 de julho em Bydgoszcz, na Polônia. 

## Recordes
Antes desta competição, os recordes mundiais e do campeonato nesta prova eram os seguintes:
|     | Nome             | Nacionalidade     | Distância | Local  | Data                |
| --- | ---------------- | ----------------- | --------- | ------ | ------------------- |
| WJR | Volker Mai       | Alemanha Oriental | 17.50 m   | Erfurt | 23 de junho de 1985 |
| CR  | Lázaro Martínez  | Cuba              | 17.13 m   | Eugene | 27 de julho de 2014 |
| WJL | Cristian Nápoles | Cuba              | 16.92 m   | Havana | 17 de junho de 2016 |

## Medalhistas
| Ouro                  | Prata                  | Bronze              |
| Lázaro Martínez (CUB) | Cristian Nápoles (CUB) | Melvin Raffin (FRA) |

## Cronograma
Todos os horários são locais (UTC+1).
| Data        | Hora  | Evento       |
| ----------- | ----- | ------------ |
| 20 de julho | 11:35 | Qualificação |
| 21 de julho | 20:10 | Final        |

## Resultados

### Qualificação
Qualificação: 16,10 m (Q) ou pelo menos melhor 12 qualificado (q) 
| Posição | Grupo | Atleta                           | Nacionalidade  | #1    | #2    | #3     | Resultados | Notas           |
| ------- | ----- | -------------------------------- | -------------- | ----- | ----- | ------ | ---------- | --------------- |
| 1       | A     | Cristian Nápoles                 | Cuba           | 16.53 |       |        | 16.53      | Q               |
| 2       | B     | Lázaro Martínez                  | Cuba           | 16.49 |       |        | 16.49      | Q               |
| 3       | A     | Melvin Raffin                    | França         | x     | 16.05 | 16.20  | 16.20      | Q               |
| 4       | B     | Philipp Kronsteiner              | Áustria        | 15.56 | 16.19 |        | 16.19      | Q, NJR          |
| 5       | A     | Armani Wallace                   | Estados Unidos | x     | 15.49 | 16.04  | 16.04      | q               |
| 6       | B     | Jordan Scott                     | Jamaica        | x     | 15.91 | 15.99  | 15.99      | q               |
| 7       | B     | Charles Brown Jr.                | Estados Unidos | 15.71 | 15.55 | 15.97  | 15.97      | q               |
| 8       | B     | Miguel van Assen                 | Suriname       | 15.86 | 15.78 | 15.92  | 15.92      | q               |
| 9       | A     | Sung Jin-suok                    | Coreia do Sul  | 15.76 | 15.71 | 15.91  | 15.91      | q               |
| 10      | A     | Du Mingze                        | China          | 15.90 | 15.51 | 15.71  | 15.90      | q               |
| 11      | A     | Pavlo Beznis                     | Ucrânia        | 14.75 | 15.87 | 15.48  | 15.87      | q               |
| 12      | B     | Liu Mingxuan                     | China          | 15.27 | 15.80 | 15.26  | 15.80      | q               |
| 13      | B     | Oleksandr Malosilov              | Ucrânia        | 15.39 | 15.63 | 15.78  | 15.78      |                 |
| 14      | A     | Tobia Bocchi                     | Itália         | 15.68 | 15.74 | 15.41  | 15.74      |                 |
| 15      | B     | Nazim Babayev                    | Azerbaijão     | 15.74 | x     | 15.56  | 15.74      |                 |
| 16      | A     | Christoph Garritsen              | Alemanha       | 15.17 | 15.61 | 15.73  | 15.73      |                 |
| 17      | B     | Mutsuki Harada                   | Japão          | 15.25 | 14.20 | 15.70  | 15.70      |                 |
| 18      | B     | Alejandro Matantu                | Espanha        | 14.55 | 15.69 | 15.46w | 15.69      |                 |
| 19      | B     | Murillo Santos                   | Brasil         | 15.64 | x     | 15.15  | 15.64      | Recorde pessoal |
| 20      | A     | Julian Konle                     | Austrália      | x     | x     | 15.60  | 15.60      |                 |
| 21      | B     | Jordan Caraman                   | França         | x     | 15.58 | 15.51  | 15.58      |                 |
| 22      | B     | Goga Maglakelidze                | Geórgia        | 14.73 | 15.44 | x      | 15.44      |                 |
| 23      | A     | Javier Lowe                      | Jamaica        | 14.64 | 15.21 | 15.38  | 15.38      |                 |
| 24      | B     | Mert Çiçek                       | Turquia        | 15.29 | 14.98 | x      | 15.29      |                 |
| 25      | B     | Benjamin Bauer                   | Alemanha       | 15.25 | 15.09 | x      | 15.25      |                 |
| 26      | B     | Chamal Waduge                    | Sri Lanka      | x     | x     | 15.22  | 15.22      |                 |
| 27      | A     | Oleksandr Lyashchenko            | Portugal       | 15.13 | x     | 15.11  | 15.13      |                 |
| 28      | B     | Fabio Camattari                  | Itália         | 14.63 | 14.75 | 15.03  | 15.03      |                 |
| 29      | A     | Necati Er                        | Turquia        | x     | 15.01 | 15.02  | 15.02      |                 |
| 30      | A     | Sonu Kumar                       | Índia          | 14.73 | 14.51 | x      | 14.73      |                 |
| 31      | A     | Shreshan Dhananjaya Liyanapedige | Sri Lanka      | 13.71 | 14.30 | 14.38  | 14.38      |                 |
| 32      | A     | Holland Martin                   | Bahamas        | x     | x     | 14.35  | 14.35      |                 |
| 33      | A     | Chakkrit Panthasa                | Tailândia      | x     | 13.73 | x      | 13.73      |                 |
| 34      | A     | Kristóf Pap                      | Hungria        | x     | x     | x      | NM         |                 |
| 34      | B     | Nam Su-hwan                      | Coreia do Sul  | x     | x     | x      | NM         |                 |
| 34      | B     | Nikolaos Andrikopoulos           | Grécia         | x     | x     | x      | NM         |                 |
| 35      | A     | Hesham Eldesouky                 | Egito          |       |       |        | DNS        |                 |
| 35      | A     | Fabian Ime Edoki                 | Nigéria        |       |       |        | DNS        |                 |

### Final
A prova final foi realizada no dia 21 de julho às 20:10. 
| Posição           | Atleta              | Nacionalidade  | #1    | #2    | #3    | #4    | Resultados | Notas           |
| ----------------- | ------------------- | -------------- | ----- | ----- | ----- | ----- | ---------- | --------------- |
| Medalha de ouro   | Lázaro Martínez     | Cuba           | 16.59 | 16.07 | 17.06 | x     | 17.06      | WJL             |
| Medalha de prata  | Cristian Nápoles    | Cuba           | 16.50 | 14.78 | 16.41 | 16.62 | 16.62      |                 |
| Medalha de bronze | Melvin Raffin       | França         | 16.37 | x     | 16.30 | 15.81 | 16.37      |                 |
| 4                 | Philipp Kronsteiner | Áustria        | 16.11 | 16.20 | 16.25 | 16.10 | 16.25      | NJR             |
| 5                 | Sung Jin-suok       | Coreia do Sul  | 15.87 | 15.71 | 16.11 | 16.09 | 16.11      |                 |
| 6                 | Jordan Scott        | Jamaica        | 15.56 | 15.16 | 16.01 | 15.69 | 16.01      | Recorde pessoal |
| 7                 | Liu Mingxuan        | China          | 16.01 | 15.50 | 15.50 |       | 16.01      |                 |
| 8                 | Miguel van Assen    | Suriname       | 15.75 | 14.63 | 15.70 |       | 15.75      |                 |
| 9                 | Pavlo Beznis        | Ucrânia        | 15.59 | 15.45 | 15.70 |       | 15.70      |                 |
| 10                | Charles Brown Jr.   | Estados Unidos | 15.60 | 15.57 | x     |       | 15.60      |                 |
| 11                | Du Mingze           | China          | 15.41 | 15.06 | x     |       | 15.41      |                 |
| 12                | Armani Wallace      | Estados Unidos | x     | 15.10 | x     |       | 15.10      |                 |

Legenda
| Recorde mundial       | Recorde mundial (World record)               |                       | Recorde africano                      | Recorde africano (African) |                                           | Q | Classificado por posição (Qualified) |
| Recorde do campeonato | Recorde do campeonato (Championship record)  | Recorde da América    | Recorde da América (Americas)         | q                          | Classificado por melhor tempo (Qualified) |   |                                      |
| Melhor marca do ano   | Melhor marca do ano (World leading)          | Recorde asiático      | Recorde asiático (Asian)              | DNS                        | Não largou (Did not start)                |   |                                      |
| Recorde nacional      | Recorde nacional (National record)           | Recorde europeu       | Recorde europeu (European)            | DNF                        | Não terminou (Did not finish)             |   |                                      |
| Recorde pessoal       | Recorde pessoal do atleta (Personal best)    | Recorde da Oceania    | Recorde da Oceania (Oceania)          | DSQ / DQ                   | Desclassificado (Disqualified)            |   |                                      |
| Recorde da temporada  | Recorde da temporada do atleta (Season best) | Recorde sul-americano | Recorde sul-americano (South America) | NM                         | Sem marca (No mark)                       |   |                                      |